# دانيال بروملي
دانيال بروملي (بالإنجليزية: Daniel Bromley)‏ هو اقتصادي أمريكي، ولد في 1940 في فينيكس في الولايات المتحدة.